# Economía de combustible en automóviles

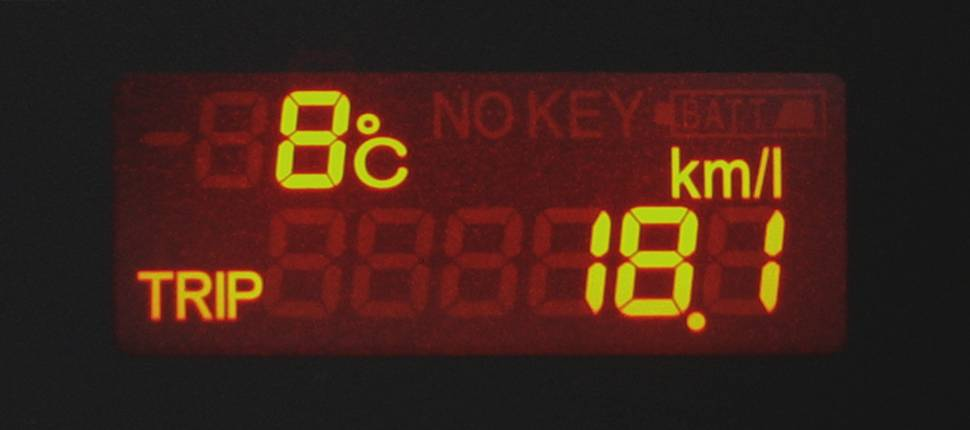
Monitor de consumo de combustible de un Honda Airwave de 2006. La economía de combustible mostrada es

La economía de combustible de un automóvil, relaciona su distancia recorrida y la cantidad de combustible consumido. El consumo se puede expresar en términos de volumen de combustible para recorrer una distancia o la distancia recorrida por unidad de volumen de combustible consumido. Dado que el consumo de combustible de los vehículos es un factor importante en la contaminación del aire y dado que la importación de combustible para motores, puede ser una gran parte del comercio exterior de una nación, ya que muchos países imponen requisitos para el ahorro de combustible. Se utilizan diferentes métodos para aproximar el rendimiento real del vehículo. La energía en el combustible se requiere para superar diversas pérdidas, tales como: resistencia al viento, resistencia de los neumáticos, entre otras, que se encuentran al impulsar el vehículo y para proporcionar energía a los sistemas del vehículo, como el encendido o el aire acondicionado. Se pueden emplear varias estrategias para reducir las pérdidas en cada una de las conversiones entre la energía química en el combustible y la energía cinética del vehículo. El comportamiento del conductor puede afectar el ahorro de combustible; maniobras como aceleraciones repentinas y frenadas fuertes desperdician energía.
Los coches eléctricos no queman combustible directamente, por lo que no tienen economía de combustible per se, pero se han creado medidas de equivalencia, como millas por galón equivalente de gasolina, para intentar compararlas.

## Unidades de medida

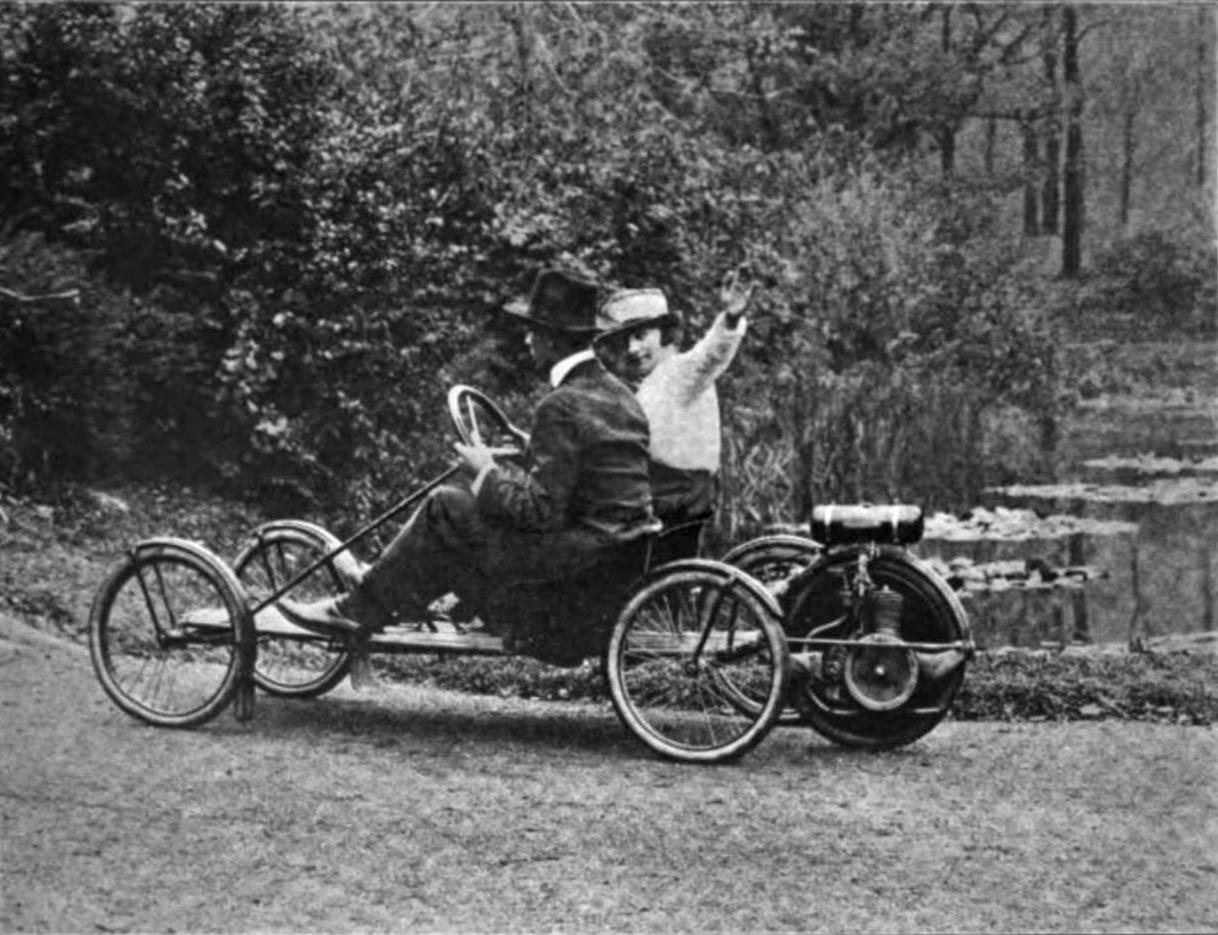
Un experimento en 1916 para crear un automóvil que ahorra combustible en los Estados Unidos. El vehículo pesaba solamente y era una adaptación de un pequeño motor de gasolina originalmente diseñado para impulsar una bicicleta.

Tabla de conversión de millas por galón (MPG) a litros por cada 100 km (L/100km): azul, galón estadounidense; rojo, galón imperial británico.

La economía de combustible es la relación entre la distancia recorrida y el combustible consumido y puede ser expresada de dos maneras:   
Unidades de combustible por distancia fija
Generalmente expresado en litros por cada 100 kilómetros (L/100km), utilizado en la mayoría de países europeos, China, Sudáfrica, Australia y Nueva Zelanda. Las leyes británicas, irlandesas y canadienses, permiten el uso de litros por cada 100 kilómetros o millas por galón imperial. La calcomanía en la ventana de los automóviles estadounidenses nuevos muestra el consumo de combustible del vehículo en galones estadounidenses por cada 100 millas, además del número tradicional de MPG. Un número más bajo significa que el consumo más eficiente, mientras que un número más alto significa que es menos eficiente.
Unidades de distancia por unidad de combustible fija
Las millas por galón (mpg) se usan comúnmente en los Estados Unidos, el Reino Unido y Canadá, junto con L/100km. Kilómetros por litro (km/L) se usa más comúnmente en otras regiones de América, Asia, partes de África y Oceanía. En los países árabes se utiliza km/20L, que se conoce como kilómetros por tanaka (o Tanakeh), donde tanaka es un recipiente metálico que tiene un volumen de 20 litros (5,3 galAm). Cuando se usa la unidad de mpg, es necesario identificar el tipo de galón usado: el galón imperial es de 4.54609 litros y el galón estadounidense es de 3.785 litros. Cuando se usa una medida expresada como distancia por unidad de combustible, un número más alto significa mayor eficiencia, mientras que un número más bajo significa menos eficiencia.
Conversiones de unidades:
| Millas por galón estadounidense → L/100km:                    | {\displaystyle {\frac {235}{\rm {mpg_{US}}}}={\rm {1\;L/100\;km}}}    |  | L/100km → Millas por galón estadounidense : | {\displaystyle {\frac {235}{\rm {L/100\;km}}}={\rm {1\;mpg_{US}}}}  |
| Millas por galón imperial → L/100km:                          | {\displaystyle {\frac {282}{\rm {mpg_{Imp}}}}={\rm {1\;L/100\;km}}}   |  | L/100km → Millas por galón imperial :       | {\displaystyle {\frac {282}{\rm {L/100\;km}}}={\rm {1\;mpg_{Imp}}}} |
|                                                               |                                                                       |  |                                             |                                                                     |
| Millas por galón estadounidense → km/20L:                     | {\displaystyle {\rm {8.5\;mpg_{US}=1\;km/20\;L}}}                     |  |                                             |                                                                     |
| L/100km → km/20L:                                             | {\displaystyle {\frac {2000}{\rm {L/100\;km}}}={\rm {1\;km/20\;L}}}   |  |                                             |                                                                     |
|                                                               |                                                                       |  |                                             |                                                                     |
| Millas por galón estadounidense → Millas por galón imperial : | {\displaystyle 1\;{\rm {mpg_{US}={\rm {0.8327\;{\rm {mpg_{Imp}}}}}}}} |  |                                             |                                                                     |
| Millas por galón imperial → Millas por galón estadounidense : | {\displaystyle 1\;{\rm {mpg_{Imp}=1.2001\;{\rm {mpg_{US}}}}}}         |  |                                             |                                                                     |

Tenga en cuenta que cuando se expresa como unidades de combustible por distancia fija (L/100km, etc.), un número más bajo significa mayor eficiencia, mientras que un número más alto significa menos eficiencia; mientras que, usando Unidades de distancia por unidad de combustible fija (mpg, km/L, etc.), un número más alto significa más eficiencia, mientras que un número más bajo significa menos eficiencia.

## Estadísticas de economía de combustible

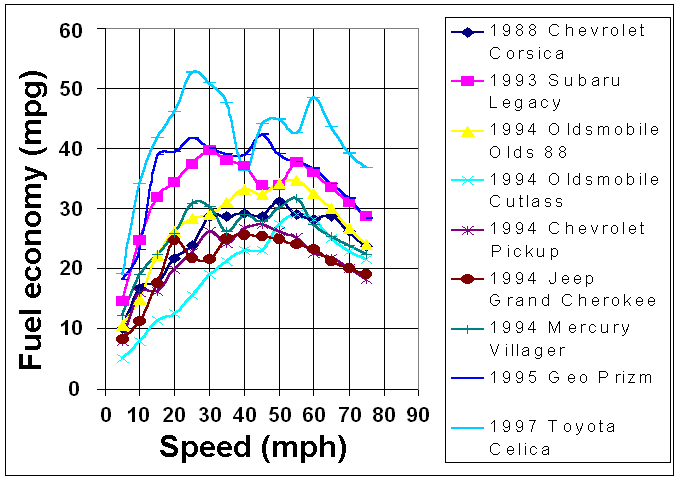
Estadísticas de economía de combustible vs. velocidad en 1997 para varios modelos de EE. UU.

Si bien la eficiencia térmica (producción mecánica de energía química en el combustible) de los motores de petróleo ha aumentado desde el comienzo de la era automotriz, este no es el único factor en la economía de combustible. El diseño del automóvil en su conjunto y el patrón de uso afectan la economía de combustible. La economía de combustible publicada está sujeta a variaciones entre jurisdicciones debido a variaciones en los protocolos de prueba.
Uno de los primeros estudios para determinar la economía de combustible en los Estados Unidos fue el Mobil Economy Run, que fue un evento que tuvo lugar desde 1936 hasta 1968, exceptuando los años de la Segunda Guerra Mundial. Fue diseñado para proporcionar cifras reales de eficiencia de combustible durante una prueba de costa a costa en carreteras reales y con tráfico regular y condiciones climáticas. Mobil Oil Corporation lo patrocinó y el United States Auto Club (USAC) sancionó y ejecutó la carrera. En estudios más recientes, la economía de combustible promedio para un automóvil de pasajeros nuevo en los Estados Unidos mejoró de 13,8 L/100 km (7,2 km/L; 17,0 mpgAm) en 1978 a más de 10,7 L/100 km (9,3 km/L; 22,0 mpgAm) en 1982. La economía de combustible promedio para los automóviles, camionetas ligeras y SUV del año modelo 2017 nuevos en los Estados Unidos fue de 9,4 L/100 km (10,6 km/L; 25,0 mpgAm). Los autos del año 2019 (ej. vehículos eléctricos) clasificados como "medianos" por la EPA de Estados Unidos oscilaron entre 12 a 56 mpgAm (19,6 a 4,2 L/100 km) (5,1 a 23,8 km/L). Sin embargo, debido a las preocupaciones ambientales causadas por las emisiones de CO2, se están introduciendo nuevas regulaciones de la UE para reducir dichas emisiones promedio de los automóviles vendidos a partir de 2012, a 130 g (4,6 onzas)/km, equivalente a 4,5 L/100 km (22,2 km/L; 52,3 mpgAm) para un automóvil que funciona con diésel y 5 L/100 km (20,0 km/L; 47,1 mpgAm), para un automóvil de gasolina. 
El consumo promedio de toda la flota no se ve afectado inmediatamente por la economía de combustible de los vehículos nuevos, por ejemplo: el promedio de la flota de autos de Australia en 2004 fue de 11,5 L/100 km (8,7 km/L; 20,5 mpgAm), en comparación con el consumo promedio de automóviles nuevos en el mismo año de 9,3 L/100 km (10,8 km/L; 25,3 mpgAm).

### Estudios de velocidad y economía de combustible
En 2010 se estudió la economía de combustible a velocidades constantes con vehículos seleccionados. El estudio más reciente  indica una mayor eficiencia de combustible a velocidades más altas que los estudios anteriores; por ejemplo, algunos vehículos logran una mejor economía de combustible a 100 km/h (62 mph) en lugar de a 70 km/h (43 mph), aunque no su mejor economía, como el Oldsmobile Cutlass Ciera 1994 con el motor LN2 2.2L que tiene su mejor economía a 90 km/h (56 mph) de 8,1 L/100 km (12,3 km/L; 29,0 mpgAm) y obtiene una mejor economía a 105 km/h (65 mph) que a 72 km/h (45 mph) de 9,4 L/100 km (10,6 km/L; 25,0 mpgAm) vs. 22 mpgAm (10,7 L/100 km; 9,4 km/L). 
11 L/100 km (9,1 km/L; 21,4 mpgAm). La proporción de conducción en carreteras de alta velocidad varía del 4% en Irlanda al 41% en los Países Bajos.